# Île Rozmyslov
L'île Rozmyslov (en russe : Остров Розмыслова), est une île de Russie située en mer de Kara.
Administrativement, elle appartient au raïon dolgano-nénètse de Taïmyr dans le kraï de Krasnoïarsk, dans le district fédéral de Sibérie.

## Description
L'île est située dans la partie sud-est de la mer de Kara, à 1,5 km au nord de Pilota Makhotkina et à 3,7 km au nord-est de l'île du pilote Alekseev. Au nord-ouest, elle est séparée des îles Pakhtoussov par le large détroit de Matisen. Elle fait partie de la réserve naturelle du Grand Arctique.
L'île a une forme irrégulière, s'étend du nord au sud et mesure environ 2,9 km de longueur et 1,45 km de largeur maximale dans la partie nord. Au nord, elle atteint une hauteur maximale de 15 m au-dessus du niveau de la mer. Au centre se trouve un petit lac d'où part un court ruisseau saisonnier.
Géologiquement, l'île, ainsi que celles voisines, sont une continuation de l'archipel de Nordenskiöld et est parfois considérée comme en faisant partie.
Elle porte le nom du lieutenant naval soviétique Fiodor Rozmyslov.